# 卢村水库
卢村水库是中国安徽省宣城市广德市境内的一座水库，位于长江水系朗川河上，建于1982年。水库正常库容为4100万立方米，集雨面积为139平方千米，海拔为82.5米。